# Възходът на героя на щита
Възходът на героя на щита (盾の勇者の成り上がり Tate no Yūsha no Nariagari) е японски фентъзи исекай лек роман, написан от Анеко Юсаги и илюстриран от Сеира Минами. Първоначално публикуван под формата на уеб новела на уебсайта за новели Шосецука ни Наро, поредицата по-късно е издадена от Media Factory в разширен вид и с добавени илюстрации от Сеира Минами. На 25 юни 2019 г. излиза двадесет и вторият брой на поредицата.
Поредицата романи е адаптирана в манга формат от Аия Кию и e публикувана от Media Factory, с двадесет тома, издадени към 22 февруари 2022 г. Поредицата получава аниме адаптация, която се излъчва от януари до юни 2019 г. Анимационният телевизионен сериал съдържа 25 епизода, продуцирани от Кинема Цитрус. Вторият сезон на анимето е излъчен от април до юни 2022 г. Обявен е и трети сезон.

### Детайли за лекия роман
След като поредицата първоначално излиза като уеб новела, качена в интернет, авторът ѝ Анеко Юсаги я преиздава под формата на лека новела, напечатана на хартия. За момента поредицата се издава от Media Factory и включва илюстрации от Сеира Минами.

### Детайли за мангата
Поредицата леки новели е адаптирана под формата на манга от Аия Кию и е публикувана от Media Factory, като до 22 юни 2022 са издадени 21 броя.

### Детайли за аниме адаптацията
Аниме адаптация на поредицата е обявена за пръв път през юни 2017 г. Телевизионният сериал е продуциран от Kinema Citrus и режисиран от Такао Або, като Кейго Коянаги се занимава с композицията на сериала, Масахиро Сува проектира героите и Кевин Пенкин композира музиката.  Сериалът се излъчва от 9 януари до 26 юни 2019 г. по AT-X и други канали. Състои се от общо 25 епизода. 
На изложението Crunchyroll Expo през 2019 г. е обявено, че сериалът ще получи втори и трети сезон. Масато Джинбо замества Такао Або като режисьор, а останалата част от екипа остава непроменен; Кинема Цитрус и DR Movie работят заедно за производство на анимацията. 
Вторият сезон се излъчва от 6 април до 29 юни 2022 г. с обща дължина от 13 епизода.
Третият сезон е режисиран от Хитоши Хага, като останалата част от екипа от предишния сезон се завръща. Излъчва се от 6 октомври до 22 декември 2023 г

### Видео игри, базирани на поредицата
Мобилна игра, озаглавена Tate no Yūsha no Nariagari Rerise (盾の勇者の成り上がり RERISE),  е пусната за устройства с iOS и Android на 24 февруари 2021 г. Друга игра, базирана на анимето, озаглавена The Rising of the Shield Hero: Relive The Animation, е пусната за Steam на 24 септември 2019 г. и за устройства с iOS и Android на 24 октомври 2019 г.

## Препратки
1. ↑  One Peace Books Licenses Hinamatsuri, I Hear the Sunspot: Limit Manga, Reprise of the Spear Hero Novels //  Anime News Network.   2018-04-10. Посетен на 2022-08-31.
2. ↑  One Peace Books Adds The Rising of the Shield Hero Fantasy Novel, Manga Series //  Anime News Network.   2015-03-30. Посетен на 2022-08-31.
3. ↑  The Rising of the Shield Hero Fantasy Novels Get Anime //  Anime News Network.   2017-06-22. Посетен на 2022-08-31.
4. ↑  TVアニメ「盾の勇者の成り上がり」初のゲームアプリ！ スマートフォン向けRPG『盾の勇者の成り上がり～RERISE～』 ついに配信開始！ //  4Gamer.net.   2021-02-24. Посетен на 2022-08-31.

- Официален уебсайт на уеб новелата (на японски)
- Официален уебсайт на новелата (на японски)
- Официален уебсайт на мангата (на японски)
- Официален уебсайт на анимето (на английски)
- The Rising of the Shield Hero (light novel) в енциклопедията на Anime News Network